# Nordreisa
Nordreisa (nordsamisch Ráissa, kvenisch Raisi) ist eine Kommune im norwegischen Fylke Troms. Die Kommune hat 4810 Einwohner (Stand: 1. Januar 2025). Verwaltungssitz ist die Ortschaft Storslett.

## Geografie

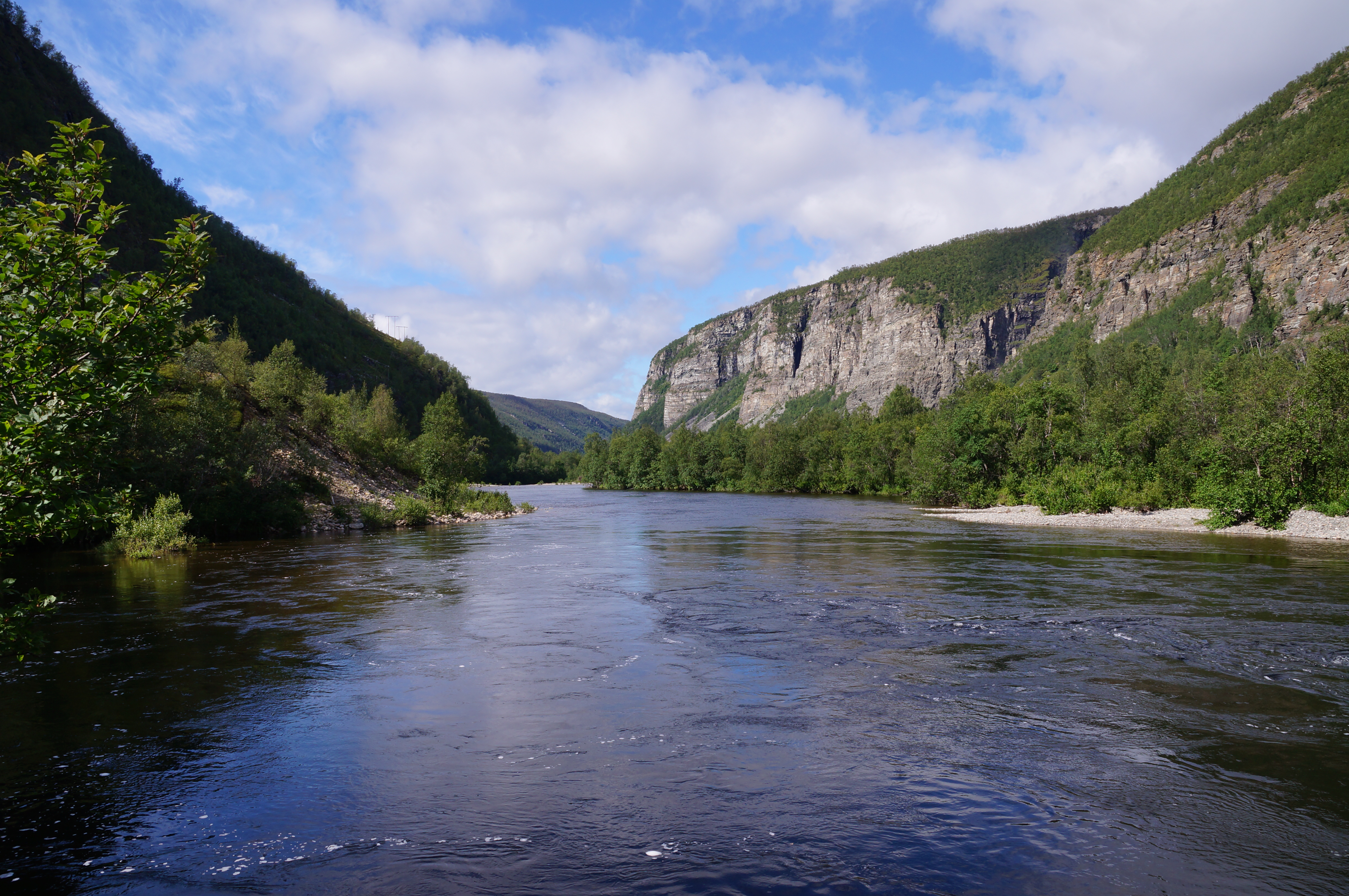
Reisadalen mit der Reisaelva

Nordreise liegt an der Küste Nordnorwegens und grenzt im Süden an Finnland. In Norwegen grenzt die Gemeinde an Kvænangen im Nordosten und Osten, Kautokeino im Südosten und Kåfjord im Westen. Im Westen besteht zudem eine im Fjord Lyngen verlaufende Grenze zur Kommune Lyngen. Die Grenze zu Skjervøy im verläuft ebenfalls weitgehend im Meer. Nur auf der Insel Uløya besteht ein kürzerer auf dem Land verlaufender Grenzabschnitt. Von Norden kommend schneidet sich der Fjord Reisafjorden (nordsamisch Ráisavuotna) in das Land ein. Im Osten hat dieser den Nebenarm Oksfjorden, an dessen innerem Ende sich die Ortschaft Oksfjordhamn und der See Oksfjordvatnet anschließen. Ein weiterer Nebenarm des Reisafjords ist der Fjord Straumfjorden.
Am südlichen Ende des Reisafjords liegen die Orte Sørkjosen und Storslett. In Storslett mündet der Fluss Reisaelva in den Fjord. Die Reisaelva gehört zu den wichtigsten Lachsflüssen Nordnorwegens und fließt von Südosten aus dem Hochplateau Finnmarksvidda kommend durch das Tal Reisadalen auf den Ort zu. Das Tal ist auf beiden Seiten von höheren Bergen umgeben, die teilweise über 1000 moh. erreichen. Die Erhebung Ráisduottarháldi auf der Südwestgrenze stellt mit einer Höhe von 1361,38 moh. den höchsten Punkt der Kommune Nordreisa dar. Richtung Südosten des Haupttals der Kommune werden die Talseiten weniger steil und an der Grenze zu Kautokeino befinden sich größere Moorgebiete. In dem Bereich der Kommune befindet sich auch der See Ráisjávri. Das obere Talgebiet geht in den Reisa-Nationalpark ein. Dieser ist seit 1986 geschützt und hat eine Fläche von insgesamt 803 km².
Gemessen an der Landfläche gehört Nordreisa zu den zehn größten Kommunen Norwegens. Die Gesamtfläche der Kommune beträgt 3.437,77 km², wobei Binnengewässer zusammen 101,66 km² ausmachen.

## Einwohner

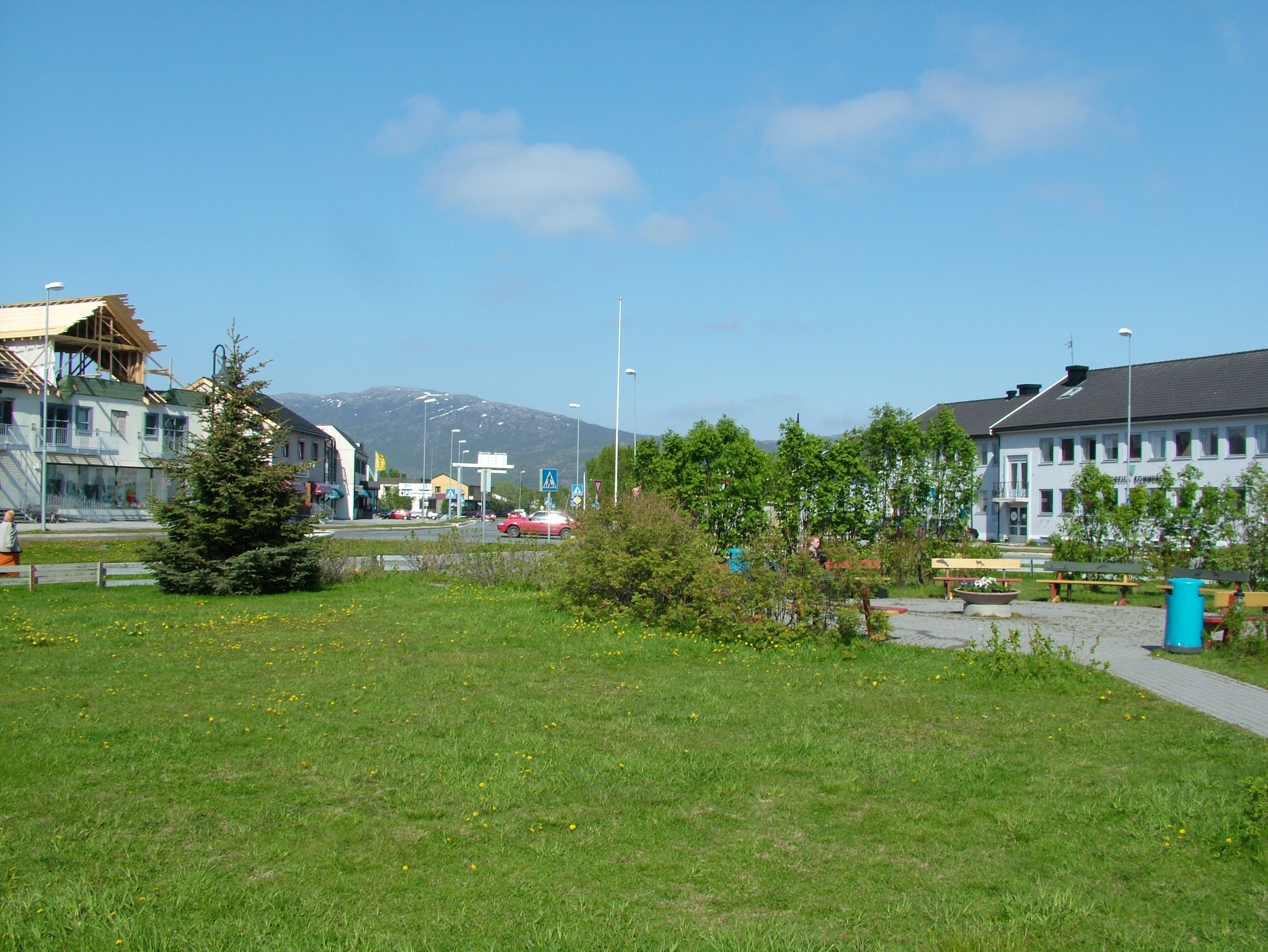
Blick auf Storslett

Viele Einwohner haben kvenische oder samischen Vorfahren. Der Großteil der Einwohner lebt entlang der Bucht Leirbukta, dem inneren Abschnitt des Fjords Reisafjorden. Dort liegen auch die beiden Orte Sørkjosen und Storslett. Die restlichen Einwohner leben vor allem entlang der restlichen Küste. Die Zahl der Einwohner wuchs nach dem Ende des Zweiten Weltkriegs bis Mitte der 1990er-Jahre an. Im Jahr 1996 erreichte man den Wert von 4914 Personen, bevor die Zahl wieder zurückzugehen begann und sich schließlich wieder stabilisierte. In der Gemeinde liegen zwei sogenannte Tettsteder, also zwei Ansiedlungen, die für statistische Zwecke als eine Ortschaft gewertet werden. Diese sind Sørkjosen mit 824 und Storslett mit 1916 Einwohnern (Stand: 1. Januar 2024).
Die Einwohner der Gemeinde werden Nordreisværing genannt. Offizielle Schriftsprache ist Bokmål, also die weiter verbreitete der beiden norwegischen Sprachformen.
| Jahr          | 1986 | 1990 | 1995 | 2000 | 2005 | 2010 | 2015 | 2020 | 2025 |
| ------------- | ---- | ---- | ---- | ---- | ---- | ---- | ---- | ---- | ---- |
| Einwohnerzahl | 4768 | 4697 | 4905 | 4821 | 4744 | 4757 | 4882 | 4861 | 4810 |

## Geschichte

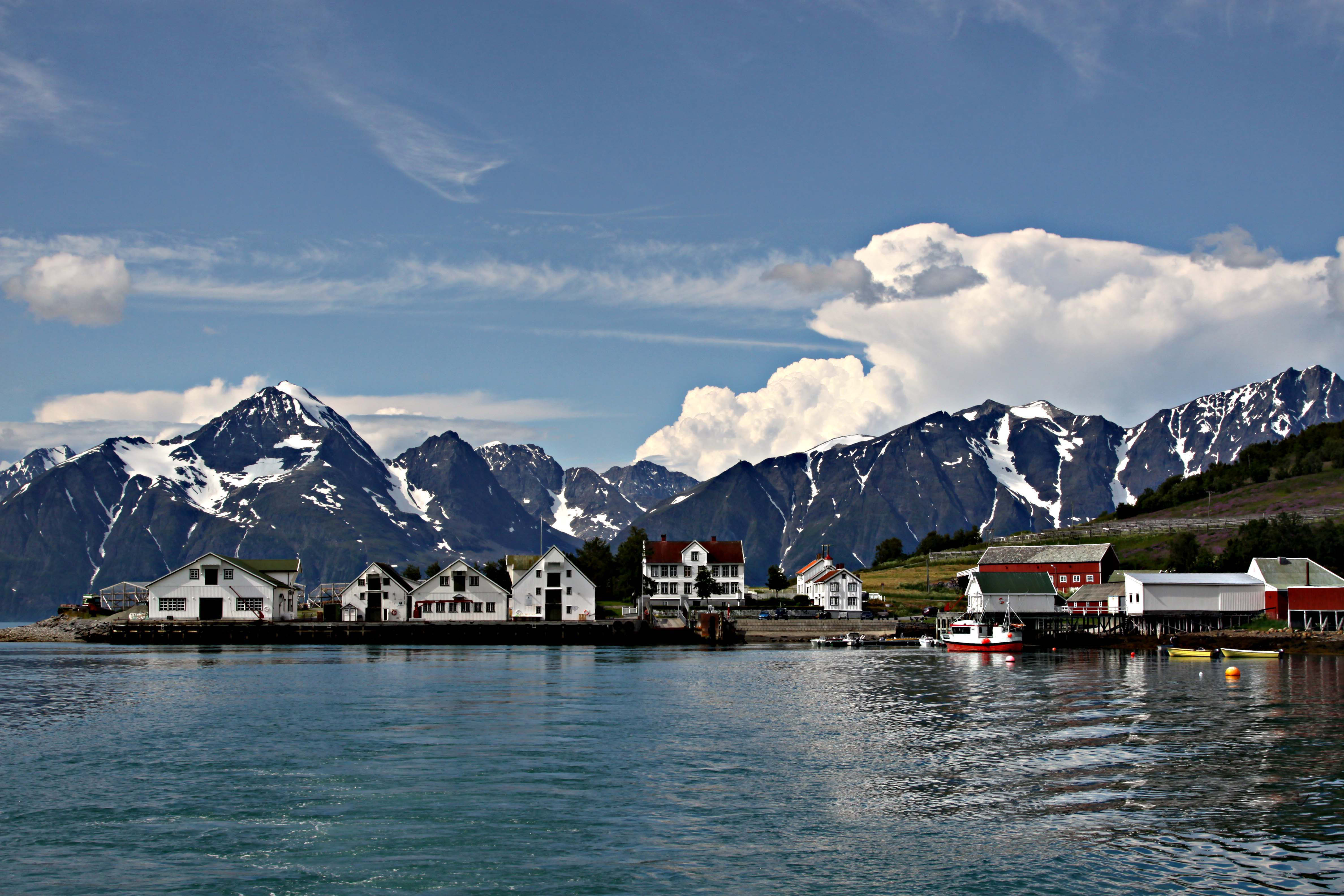
Häuser in Havnnes

Die Kommune Nordreisa entstand am 1. Januar 1886, als es von Skjervøy abgespalten worden ist. Nordreisa hatte bei der Gründung 1057 Einwohner, Skjervøy verblieb mit 2096. Zum 1. Januar 1890 wurde ein von 32 Bewohnern bewohntes Gebiet von Skjervøy an Nordreisa überführt. Erneut ging zum 1. Januar 1972 ein Teil Skjervøys an Nordreisa über. Bei dieser Grenzänderung war ein von 1556 Personen bewohntes Areal betroffen. Zehn Jahre später folgte zum Beginn des Jahres 1982 wiederum ein Gebiet mit 128 Einwohnern von Skjervøy.
In der Kommune leben viele Personen mit kvenischen Vorfahren und es befindet sich ein kvenisches Kulturzentrum in Nordreisa. Während des Zweiten Weltkriegs wurde von deutschen Truppen ein Teil der Bebauung zerstört. Verschont blieb Havnnes auf der Insel Uløya, da den alten Gebäuden dort ein besonderer kultureller Wert zugemessen wurde. In Storslett liegt die 1856 fertiggestellte Holzkirche Nordreisa kirke. Als Architekt war Christian Heinrich Grosch im Einsatz. Die Kirche gehört zu den wenigen Gebäuden von Storslett, die nicht während des Zweiten Weltkriegs zerstört wurden.

## Wirtschaft und Infrastruktur

### Verkehr

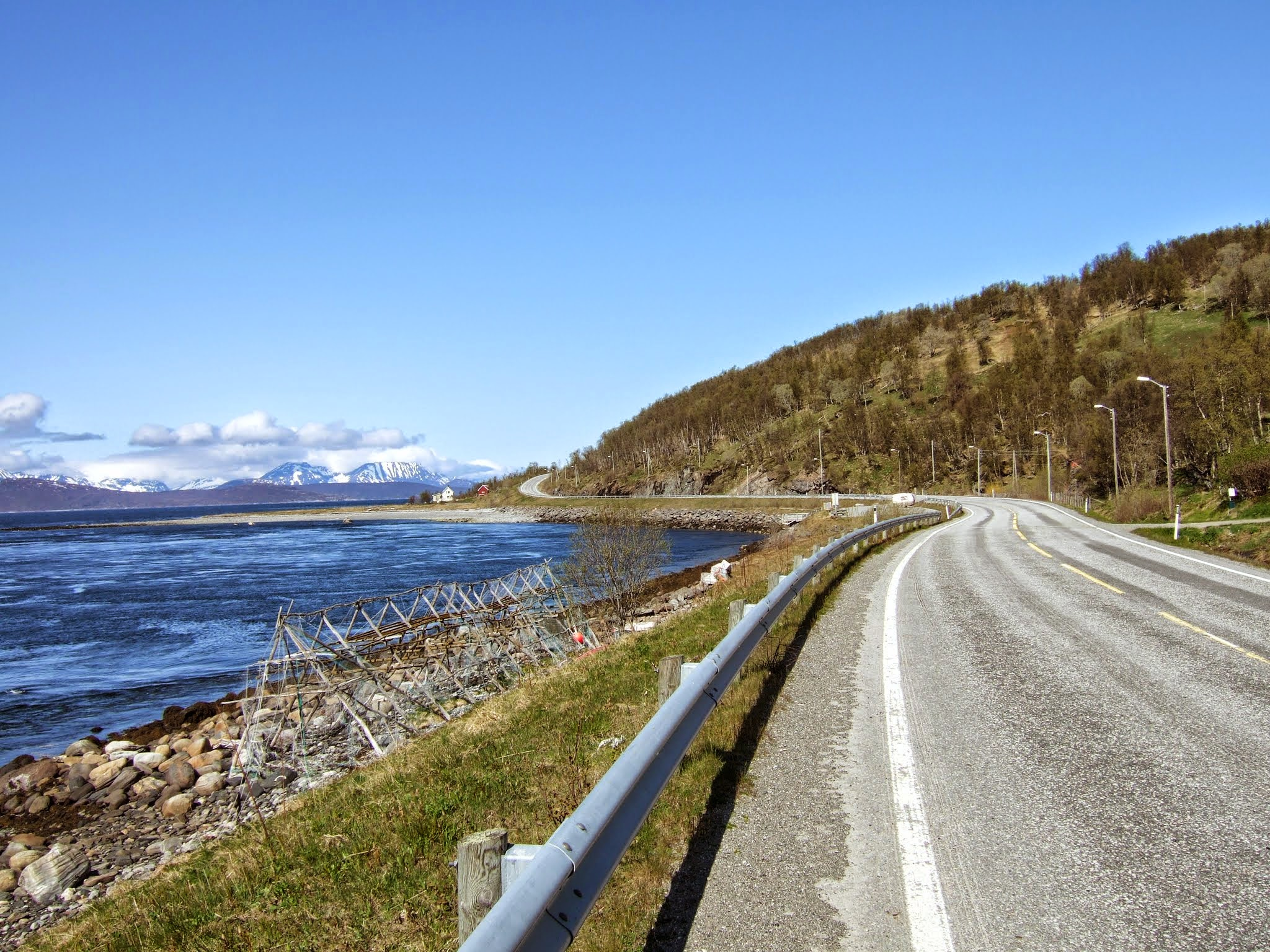
E6 in Nordreisa

Aus der Kommune Kåfjord führt die Europastraße 6 (E6) an der westlichen Fjordküste in den Norden nach Nordreisa. In Nordreisa knickt sie in den Osten ab und führt durch den Straßentunnel Sørkjostunnelen Richtung Sørkjosen. Der Bau des 4,6 Kilometer langen Tunnels wurde 2014 begonnen und der Tunnel im Februar 2018 eröffnet. Davor ging die Straße, die die einzige Landverbindung zwischen Troms und der Finnmark darstellt, mit teils kurvigen und steilen Abschnitten über den Berg Sørkjosfjellet. Die alte Strecke war 10,5 Kilometer lang.
Von Sørkjosen aus führt die E6 weiter nach Storslett und von dort aus weiter in den Norden weitgehend an der Küste entlang zum Ort Oskfjordhamn. Von dort führt die Straße weiter in den Osten in die Gemeinde Kvænangen. In Storslett zweigt von der E6 der Fylkesvei 8650 in das Tal Reisadalen ab. Ebenfalls von der E6 zweigt der Fylkesvei 866 ab. Dieser führt in den Nordwesten der Nordreisas und in einem Unterwassertunnel unter der Meeresenge Maursundet in die Kommune Skjervøy.
In Sørkjosen liegt der Flughafen Sørkjosen.

### Wirtschaft
Traditionell war die Landwirtschaft von großer wirtschaftlicher Bedeutung, diese ging mit der Zeit allerdings zurück. In der Landwirtschaft ist die Tierhaltung, dabei vor allem die Schafshaltung, typisch. Mit der 1972 vorgenommenen Eingliederung eines Gebiets von Skjervøy erhielt für Nordreisa auch die Fischerei größere Bedeutung. Keine größere wirtschaftliche Bedeutung hat hingegen die Industrie, wobei der größte Zweig die Lebensmittelproduktion ist. Neben der öffentlichen Verwaltung ist die Tourismusbranche eine wichtige Einnahmequelle. Ein bedeutendes Ziel für Touristen ist der Reisa-Nationalpark. Der dort gelegene Wasserfall Mollisfossen hat eine Höhe von 269 Metern und gehört zu den meistbesuchten Attraktionen. Im Jahr 2020 arbeiteten von etwa 1790 Arbeitstätigen zirka 1790 in Nordreisa selbst, über 130 waren in Tromsø tätig. Der Rest verteilte sich auf Kommunen wie Skjervøy und Alta.

## Name und Wappen
Das seit 1984 offizielle Wappen der Kommune zeigt zwei silberne Lachse Rücken an Rücken auf grünem Hintergrund. Der Gemeindename soll sich vom Fluss Reisaelva auf den Fjord und dann die Kommune übertragen haben. Der Name des Flusses soll wiederum vom altnordischen Verb „rísa“ (deutsch steigen) abgeleitet sein. Weiter südlich in Troms befindet sich die Kommune Sørreisa (Süd-Reisa).

## Persönlichkeiten
- Bjørn Olsen, Schauspieler